# Eulocastra sahariensis
Eulocastra sahariensis är en fjärilsart som beskrevs av Rothschild 1921. Eulocastra sahariensis ingår i släktet Eulocastra och familjen nattflyn. Inga underarter finns listade i Catalogue of Life.